# Tonota

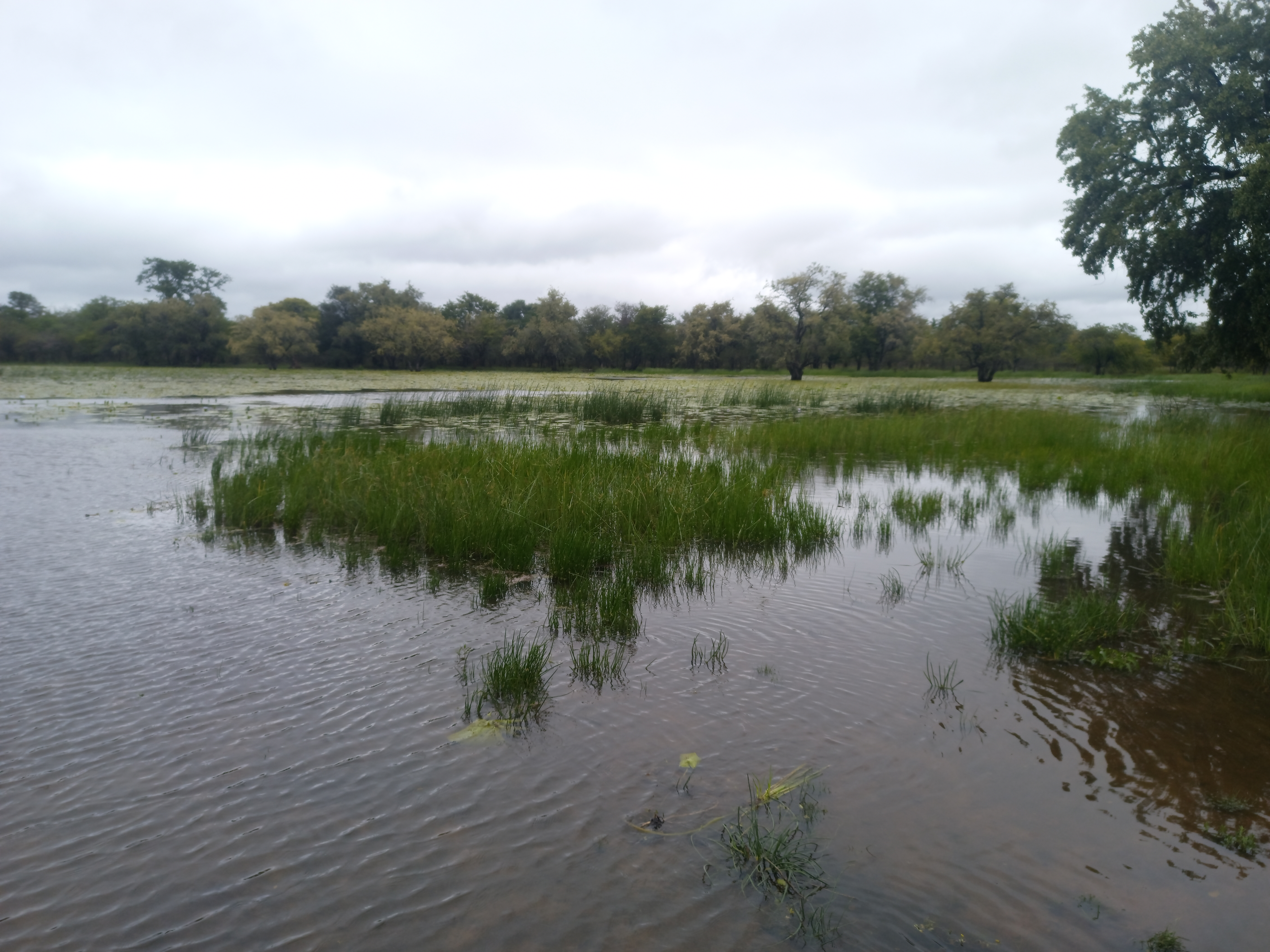
Plan d'eau de Hamelo.

Tonota est une localité située juste à côté de la deuxième ville du Botswana, Francistown. Elle est située dans la partie est du Botswana, à environ 400 km au nord-est de la capitale, Gaborone. Les gens parlent le setswana et le ikalanga.
Lors du recensement de 2011, elle comptait 21 031 habitants.